# Magyarországi foglalkozások listája
Az alábbi lista egy 36 000 fős, a magyar felnőtt lakosságra az 1990-es évek végén készült véletlen mintavételen alapuló adatbázison alapszik. Az első – négyjegyű – szám a foglalkozás FEOR-kódja. A hátul olvasható szám (0,2 és 3,3 között) tájékoztató jellegű (tehát nem teljesen pontos) – azt fejezi ki, hogy a felnőtt lakosságban nagyságrendileg hány %-ot tett ki az adott foglalkozáshoz tartozók aránya. Az első 15 foglalkozás tehát egyenként több mint 1%-ot. A többi foglalkozás aránya 1% alatt van A 100 leggyakoribb foglalkozás összesen 61,7%-ot tett ki.
A lista második részében a legiskolázottabb foglalkozások listája található. Azok a foglalkozások kerültek ide, melyek betöltőinek több, mint 90%-a főiskolai vagy egyetemi végzettségű. E lista csak azokat a foglalkozásokat tartalmazza, melyekhez a lakosság legalább 0,05%-a tartozik. Az első – négyjegyű – szám a foglalkozás FEOR-kódja. A hátul olvasható kerekített szám (0,1 és 1,6 között) tájékoztató jellegű (tehát nem teljesen pontos) – azt fejezi ki, hogy a felnőtt lakosságban nagyságrendileg hány %-ot tett ki az adott foglalkozáshoz tartozók aránya. Csak az első foglalkozás tesz ki például több mint 1%-ot, a többiek annál kevesebbet.

## A 100 leggyakoribb foglalkozás
| FEOR | Foglalkozás neve                                    | A foglalkozáshoz tartozók aránya (%) |
| ---- | --------------------------------------------------- | ------------------------------------ |
| 9111 | Lakás-, intézménytakarító                           | 3,3                                  |
| 5112 | Eladó                                               | 3,1                                  |
| 7321 | Szabó, varrónő, modellkészítő                       | 2,5                                  |
| 7422 | Lakatos                                             | 2,0                                  |
| 9190 | Egyéb segédmunkások (például alkalmi munkás)        | 1,8                                  |
| 4193 | Irodai adminisztrátor, írnok                        | 1,6                                  |
| 2431 | Általános iskolai tanár, tanító, oktató             | 1,6                                  |
| 4111 | Könyvelő (analitikus)                               | 1,4                                  |
| 9114 | Konyhai kisegítő                                    | 1,4                                  |
| 5111 | Kereskedő                                           | 1,4                                  |
| 9210 | Egyszerű mezőgazdasági foglalkozások                | 1,3                                  |
| 7530 | Raktárkezelő                                        | 1,2                                  |
| 8356 | Tehergépkocsi-vezető                                | 1,2                                  |
| 7611 | Kőműves                                             | 1,1                                  |
| 1352 | Ipari részegység közvetlen termelésirányítója       | 1,1                                  |
| 6111 | Növénytermesztő                                     | 1,0                                  |
| 9131 | Kézi anyagmozgató, csomagoló                        | 0,9                                  |
| 6140 | Általános mezőgazdasági foglalkozások               | 0,9                                  |
| 3211 | Általános ápolónő, ápoló                            | 0,8                                  |
| 7624 | Villanyszerelő                                      | 0,8                                  |
| 5123 | Felszolgáló, vendéglátóipari eladó                  | 0,8                                  |
| 2421 | Középiskolai tanár, oktató                          | 0,8                                  |
| 5124 | Szakács                                             | 0,7                                  |
| 7431 | Gépjármű- és motorszerelő, -javító                  | 0,7                                  |
| 9121 | Portás                                              | 0,7                                  |
| 4191 | Titkárnő                                            | 0,7                                  |
| 1322 | Ipari részegység vezetője                           | 0,7                                  |
| 1342 | Számviteli és pénzügyi részegység vezetője          | 0,7                                  |
| 8355 | Személygépkocsi-vezető                              | 0,6                                  |
| 6131 | Általános állattartó és -tenyésztő                  | 0,6                                  |
| 5320 | Egészségügyi, oktatási szolgáltatási foglalkozások  | 0,6                                  |
| 1324 | Kereskedelmi részegység vezetője                    | 0,6                                  |
| 2432 | Óvónő                                               | 0,6                                  |
| 7439 | Egyéb gépek, berendezések szerelői, javítói         | 0,6                                  |
| 7635 | Festő és mázoló                                     | 0,6                                  |
| 3605 | Pénzügyi ügyintéző                                  | 0,6                                  |
| 7423 | Forgácsoló                                          | 0,6                                  |
| 3192 | Minőségi, műszaki, biztonsági ellenőr               | 0,5                                  |
| 7621 | Vezeték- és csőhálózat-szerelő                      | 0,5                                  |
| 7341 | Bútorasztalos                                       | 0,5                                  |
| 1414 | Kereskedelmi kisszervezet vezetője                  | 0,5                                  |
| 7335 | Cipész, cipőkészítő, -javító                        | 0,5                                  |
| 8311 | Mezőgazdasági vontatóvezető                         | 0,5                                  |
| 1354 | Keresk., vendéglátóipari részegység közv. term.ir.  | 0,5                                  |
| 5366 | Vagyonőr                                            | 0,5                                  |
| 9132 | Szállító- és rakodómunkás                           | 0,4                                  |
| 7425 | Hegesztő, lángvágó                                  | 0,4                                  |
| 7211 | Húsfeldolgozó, hal- és baromfifeldolgozó            | 0,4                                  |
| 110  | Fegyveres erők felsőfokú foglalkozásai              | 0,4                                  |
| 3621 | Kereskedelmi ügyintéző                              | 0,4                                  |
| 5311 | Fodrász, borbély                                    | 0,4                                  |
| 5352 | Háztömbfelügyelő, házfelügyelő, házgondnok          | 0,4                                  |
| 9124 | Hivatalsegéd, kézbesítő                             | 0,4                                  |
| 210  | Fegyveres erők középfokú foglalkozásai              | 0,4                                  |
| 3232 | Szakasszisztens (orvosi)                            | 0,4                                  |
| 8291 | Kazángépkezelő (vizsgázott kazánfűtő)               | 0,4                                  |
| 8357 | Autóbuszvezető                                      | 0,3                                  |
| 7429 | Egyéb fémmegmunkálók, felületkezelők                | 0,3                                  |
| 4212 | Bolti pénztáros                                     | 0,3                                  |
| 3623 | Anyaggazdálkodó, anyagbeszerző                      | 0,3                                  |
| 9116 | Mosónő, vasalónő                                    | 0,3                                  |
| 8343 | Targoncavezető                                      | 0,3                                  |
| 1355 | Szállítási és raktározási részegység közv. term.ir. | 0,3                                  |
| 7313 | Szövő                                               | 0,3                                  |
| 8359 | Egyéb járművezetők                                  | 0,3                                  |
| 1412 | Ipari kisszervezet vezetője                         | 0,3                                  |
| 7113 | Vájár, segédvájár                                   | 0,3                                  |
| 7449 | Egyéb villamossági szerelők, műszerészek            | 0,3                                  |
| 7443 | Elektroműszerész                                    | 0,3                                  |
| 7441 | Mechanikai műszerész                                | 0,3                                  |
| 5231 | Postai kézbesítő                                    | 0,3                                  |
| 1351 | Mezőgazdasági, erdészeti részegység közv. term.ir.  | 0,3                                  |
| 7216 | Sütő-, tésztaipari munkás, pék                      | 0,3                                  |
| 7612 | Ács-állványozó                                      | 0,3                                  |
| 9140 | Kubikos                                             | 0,3                                  |
| 6136 | Baromfitartó és -tenyésztő                          | 0,3                                  |
| 1333 | Egészségügyi és szoc. szolg. részegység vezetője    | 0,3                                  |
| 2410 | Felsőfokú tanintézeti tanár, oktató                 | 0,3                                  |
| 9122 | Éjjeliőr, telepőr                                   | 0,3                                  |
| 6129 | Egyéb növénytermesztési és kertészeti foglalkozások | 0,3                                  |
| 3212 | Szakápoló                                           | 0,3                                  |
| 4199 | Egyéb irodai jellegű foglalkozások                  | 0,3                                  |
| 3910 | Egyéb ügyintézők                                    | 0,3                                  |
| 8136 | Műanyag-feldolgozó                                  | 0,3                                  |
| 6132 | Szarvasmarhatartó és -tenyésztő                     | 0,2                                  |
| 4192 | Gyors-gépíró                                        | 0,2                                  |
| 1311 | Gazdasági szervezet vezetője                        | 0,2                                  |
| 8351 | Mozdonyvezető                                       | 0,2                                  |
| 1326 | Szállítási és raktározási részegység vezetője       | 0,2                                  |
| 1334 | Oktatási részegység vezetője                        | 0,2                                  |
| 4219 | Egyéb pénztárosok, pénzkezelők                      | 0,2                                  |
| 4112 | Bérelszámoló                                        | 0,2                                  |
| 3604 | Bér- és társadalombiztosítási ügyintéző             | 0,2                                  |
| 7445 | Villamossági szerelő                                | 0,2                                  |
| 1349 | Egyéb funkcionális részegységek vezetői             | 0,2                                  |
| 7342 | Épületasztalos                                      | 0,2                                  |
| 9150 | Egyszerű szolgáltatási jellegű foglalkozások        | 0,2                                  |
| 8321 | Nehézföldmunkagép-kezelő                            | 0,2                                  |
| 2522 | Üzletkötő                                           | 0,2                                  |
| 2499 | Egyéb szakképzett oktatók, nevelők                  | 0,2                                  |

## A legiskolázottabb foglalkozások
| FEOR | Foglalkozás                                      | Arány (%) |
| ---- | ------------------------------------------------ | --------- |
| 2431 | Általános iskolai tanár, tanító, oktató          | 1,6       |
| 2421 | Középiskolai tanár, oktató                       | 0,8       |
| 1322 | Ipari részegység vezetője                        | 0,7       |
| 1342 | Számviteli és pénzügyi részegység vezetője       | 0,7       |
| 2432 | Óvónő                                            | 0,6       |
| 110  | Fegyveres erők felsőfokú foglalkozásai           | 0,4       |
| 1333 | Egészségügyi és szoc. szolg. részegység vezetője | 0,3       |
| 2410 | Felsőfokú tanintézeti tanár, oktató              | 0,3       |
| 1311 | Gazdasági szervezet vezetője                     | 0,2       |
| 1334 | Oktatási részegység vezetője                     | 0,2       |
| 1349 | Egyéb funkcionális részegységek vezetői          | 0,2       |
| 2499 | Egyéb szakképzett oktatók, nevelők               | 0,2       |
| 2212 | Szakorvos                                        | 0,2       |
| 2117 | Gépészmérnök                                     | 0,1       |
| 2611 | Könyvtáros                                       | 0,1       |
| 2511 | Közgazdász                                       | 0,1       |
| 1323 | Építőipari részegység vezetője                   | 0,1       |
| 2123 | Építészmérnök                                    | 0,1       |
| 2441 | Gyógypedagógus                                   | 0,1       |
| 2422 | Középfokú oktatási intézmény szakoktatója        | 0,1       |
| 1312 | Költségvetési intézmény vezetője                 | 0,1       |
| 2910 | Egyéb magasan képzett ügyintézők                 | 0,1       |
| 2211 | Általános orvos                                  | 0,1       |
| 3245 | Védőnő                                           | 0,1       |
| 3132 | Számítástechnikai programozó                     | 0,1       |
| 1331 | Üzleti szolgáltatási részegység vezetője         | 0,1       |
| 1339 | Egyéb termelői, szolg. részegységek vezetői      | 0,1       |
| 3419 | Egyéb pedagógusok                                | 0,1       |
| 2531 | Jogász, jogtanácsos                              | 0,1       |
| 1335 | Kulturális részegység vezetője                   | 0,1       |
| 2115 | Vegyészmérnök                                    | 0,1       |
| 1424 | Oktatási szolgáltatási kisszervezet vezetője     | 0,1       |
| 2125 | Mezőgazdasági mérnök                             | 0,1       |
| 2133 | Szoftverfejlesztő, informatikus                  | 0,1       |
| 2515 | Üzemgazdász, ügyvitelszervező                    | 0,1       |
| 2512 | Adószakértő, szaktanácsadó                       | 0,1       |
| 2535 | Ügyvéd                                           | 0,1       |
| 2190 | Egyéb műszaki foglalkozások                      | 0,1       |
| 3717 | Fordító, tolmács                                 | 0,1       |
| 2521 | Piackutató, marketingtevékenységet végző         | 0,1       |
| 2616 | Újságíró                                         | 0,1       |
| 2529 | Egyéb gazdasági foglalkozások                    | 0,1       |
| 2215 | Gyógyszerész                                     | 0,1       |
| 2632 | Zenész, énekes                                   | 0,1       |
| 2118 | Erősáramú villamosmérnök                         | 0,1       |
| 1222 | Területi közig., igazságszolg. közép vezetője    | 0,1       |
| 2640 | Pap (lelkész), egyházi foglalkozású              | 0,1       |
| 2121 | Gyengeáramú villamosmérnök                       | 0,1       |
| 1425 | Kulturális szolgáltatási kisszervezet vezetője   | 0,1       |
| 2624 | Iparművész                                       | 0,1       |
| 2631 | Színész, előadóművész, bábművész                 | 0,1       |
| 2321 | Szociális munkás                                 | 0,1       |